# Tomás de las Heras
Tomás de las Heras (Buenos Aires, 4 marzo 1984) è un attore e modello argentino.

## Carriera
Principalmente noto per il ruolo di Gonzalo Torres, protagonista nella telenovela argentina Champs 12, ha debuttato nel 2006 recitando in un episodio della telenovela Sos mi vida. Nel 2007-2008 recita anche in Lalola, dove interpreta il personaggio ricorrente di Nico. Ha partecipato nella telenovela Incorreggibili nel ruolo di Max, ex ragazzo di Luna interpretata da Natalie Pérez. Nel 2016 ha recitato in Soy Luna nel ruolo di Mariano.

## Filmografia

### Cinema
- Il clan, regia di Pablo Trapero (2015)

### Televisione
- Sos mi vida - serial TV (2006)
- Lalola - serial TV (2007-2008)
- Champs 12 - serial TV (2009)
- Mujeres asesinas - serie TV (2009)
- Incorreggibili (Consentidos) - serial TV (2010)
- Alguien que me quiera - serial TV (2010)
- Fisica o chimica - serie TV (2010)
- Decisiones de vida - serial TV (2011)
- Historias de la primera vez - serial TV (2011)
- Los vecinos en guerra - serial TV (2013)
- Soy Luna - serial TV (2016)

## Teatro
- Sonrisita busca un circo (2003)
- Prohibido suicidarse en primavera (2004)
- Lerma la ciudad de los sueños (2005)
- Sei personaggi in cerca d'autore (2005)
- Piel de pollo (2006)
- En la vida hay amores (2006)
- Mi primera vez (2010)
- París en América (direttore) (2011)

## Pubblicità
- Comex Pinturerías (Messico) (2005)
- Coca-Cola (Argentina) (2006)
- Galeno Life (Argentina) (2006)

## Doppiatori italiani
Nelle versioni in italiano dei suoi film, Tomás de las Heras è stato doppiato da:
- Marco Vivio in Champs 12
- Andrea Mete in Incorreggibili